# Zhongshan (Taipeh)
Zhongshan (chinesisch 中山區, Pinyin Zhōngshān Qū) ist ein Stadtteil im Zentrum der taiwanischen Hauptstadt Taipeh mit einer Einwohnerzahl von 230.710 (Dezember 2017) auf einer Fläche von 13,68 km². Er ist nach dem Gründer der Republik China, Sun Yat-sen (Beiname: Zhongshan), benannt.

## Lage
Zhongshan liegt im Zentrum von Taipeh und grenzt im Norden an den Bezirk Shilin, im Osten an die Bezirke Songshan und Neihu, im Süden an Da’an und Zhongzheng sowie im Westen an den Bezirk Datong.

## Geschichte und Bedeutung
Zhongshan war lange Zeit eines der bedeutendsten wirtschaftlichen Zentren Taipehs. Zahlreiche nationale und internationale Firmen hatten hier ihren Sitz. Während der 1990er Jahre nahm die wirtschaftliche Bedeutung Zhongshans aufgrund der schnellen Ausdehnung der Stadt Taipeh und der Verlagerung der Industrie und des Handels in äußere Bezirke ab, was auch zu einem starken Rückgang der Einwohnerzahl führte. Dennoch haben nach wie vor einige bedeutende Firmen ihren Sitz in Zhongshan, wie z. B. die Unternehmen Tatung und Uni Air.

## Freizeit und Sehenswürdigkeiten
In Zhongshan befinden sich mehrere Parks, ein Freizeitgelände für Kinder und das Städtische Kunstmuseum Taipeh. Bekannte Sehenswürdigkeiten des Bezirks sind der Nationale Märtyrerschrein, der daoistische Xingtian-Tempel und das 20.000 Zuschauer fassende Zhongshan Fußballstadion. Es gibt zahlreiche namhafte Hotels, darunter das Grand Hotel Taipeh, und eine beachtliche Gastronomie.